# Trevor Noah
Trevor Noah (ur. 20 lutego 1984 w Johannesburgu) – południowoafrykański komik, aktor, prezenter radiowy i telewizyjny, laureat Nagrody Erazma.
Od 2015 na antenie stacji Comedy Central prowadzi program The Daily Show zastępując Jona Stewarta.

## Kariera
W wieku 18 lat gościnnie występował w południowoafrykańskiej telenoweli Insidingo. W latach 2004–2006 prowadził program edukacyjny Run The Adventure w stacji SABC2. W tym czasie rozpoczął prowadzenie własnego programu radiowego Noah’s Ark dla stacji Yfm. W sierpniu 2010 rozpoczął prowadzenie własnego talk-show Tonight with Trevor Noah.
W 2011 przeprowadził się do USA. 6 stycznia 2012 został pierwszym południowoafrykańskim komikiem, który wystąpił w programie The Tonight Show a 17 maja 2013 był gościem programu Late Show with David Letterman. W 2012 został bohaterem filmu dokumentalnego You Laugh But It’s True. W tym samym roku rozpoczął występy w spektaklu komediowym Trevor Noah: The Racist. W 2013 przygotował program komediowy Trevor Noah: African American.
W grudniu 2014 został współpracownikiem w programie The Daily Show. 30 marca 2015 stacja Comedy Central ogłosiła, że zostanie on kolejnym prowadzącym The Daily Show po odejściu Jona Stewarta.